# Dasineura asparagiiflora
Dasineura asparagiiflora är en tvåvingeart som beskrevs av Fedotova 1993. Dasineura asparagiiflora ingår i släktet Dasineura och familjen gallmyggor.
Artens utbredningsområde är Kazakstan. Inga underarter finns listade i Catalogue of Life.